# Campionati del mondo di aquathlon del 2014
I Campionati del mondo di aquathlon del 2014 (XVII edizione) si sono tenuti a Edmonton in Canada, in data 27 agosto 2014.
Tra gli uomini ha vinto il giapponese Yuichi Hosoda, mentre tra le donne ha trionfato la neozelandese Anneke Jenkins.
La gara junior ha visto trionfare il neozelandese Kyle Smith e la neozelandese Jaimee Leader.
Il titolo di Campione del mondo di aquathlon della categoria under 23 è andato all'italiano Alessio Fioravanti. Tra le donne si è aggiudicata il titolo di Campionessa del mondo di aquathlon della categoria under 23 la slovacca Ivana Kuriackova.

## Risultati

### Élite uomini
| Pos. | Atleta              | Paese         | Corsa    | Nuoto    | Corsa    | Totale   |
| ---- | ------------------- | ------------- | -------- | -------- | -------- | -------- |
|      | Yuichi Hosoda       | Giappone      | 00:00:00 | 00:08:40 | 00:14:45 | 00:24:18 |
|      | Ryosuke Yamamoto    | Giappone      | 00:00:00 | 00:08:39 | 00:15:12 | 00:24:49 |
|      | Yegor Martynenko    | Ucraina       | 00:00:00 | 00:08:58 | 00:14:55 | 00:24:54 |
| 4    | Tommy Zaferes       | Stati Uniti   | 00:00:00 | 00:08:28 | 00:16:10 | 00:25:35 |
| 5    | Neil Eddy           | Regno Unito   | 00:00:00 | 00:08:59 | 00:15:56 | 00:25:58 |
| 6    | Kyle Smith          | Nuova Zelanda | 00:00:00 | 00:09:24 | 00:15:49 | 00:26:11 |
| 7    | Eduardo Beretta     | Brasile       | 00:00:00 | 00:09:31 | 00:16:28 | 00:26:59 |
| 8    | Andre Lemmi         | Brasile       | 00:00:00 | 00:09:39 | 00:16:42 | 00:27:24 |
| 9    | Alessio Fioravanti  | Italia        | 00:00:00 | 00:08:57 | 00:17:51 | 00:27:54 |
| 10   | Pedro Gordilho Apud | Brasile       | 00:00:00 | 00:09:38 | 00:17:43 | 00:28:31 |
| 11   | Yago Alves          | Brasile       | 00:00:00 | 00:09:29 | 00:17:45 | 00:28:58 |
| 12   | Rikigoro Shinozuka  | Malaysia      | 00:00:00 | 00:10:17 | 00:18:25 | 00:29:44 |
| 13   | Icaro Melo          | Brasile       | 00:00:00 | 00:11:52 | 00:20:57 | 00:34:34 |

### Élite donne
| Pos. | Atleta                      | Paese         | Corsa    | Nuoto    | Corsa    | Totale   |
| ---- | --------------------------- | ------------- | -------- | -------- | -------- | -------- |
|      | Anneke Jenkins              | Nuova Zelanda | 00:00:00 | 00:09:27 | 00:16:54 | 00:27:26 |
|      | Yuliya Yelistratova         | Ucraina       | 00:00:00 | 00:09:50 | 00:17:02 | 00:27:52 |
|      | Hannah Kitchen              | Regno Unito   | 00:00:00 | 00:09:24 | 00:17:44 | 00:28:09 |
| 4    | Daria Pletikapa             | Croazia       | 00:00:00 | 00:09:35 | 00:18:11 | 00:28:49 |
| 5    | Ivana Kuriackova            | Slovacchia    | 00:00:00 | 00:10:00 | 00:18:51 | 00:29:52 |
| 6    | Oleksandra Stepanenko       | Ucraina       | 00:00:00 | 00:09:49 | 00:19:00 | 00:29:58 |
| 7    | Jaimee Leader               | Nuova Zelanda | 00:00:00 | 00:09:48 | 00:19:41 | 00:30:36 |
| 8    | Vittoria Lopes              | Brasile       | 00:00:00 | 00:09:25 | 00:20:50 | 00:31:32 |
| 9    | Beatriz Dumet               | Brasile       | 00:00:00 | 00:11:21 | 00:20:49 | 00:33:25 |
| 10   | Hannáh Mota                 | Brasile       | 00:00:00 | 00:11:45 | 00:22:57 | 00:36:17 |
| 11   | Taynara Bonetti Da Silveira | Brasile       | 00:00:00 | 00:12:11 | 00:27:07 | 00:40:44 |

### Junior uomini
| Pos. | Atleta              | Paese         | Corsa    | Nuoto    | Corsa    | Totale   |
| ---- | ------------------- | ------------- | -------- | -------- | -------- | -------- |
|      | Kyle Smith          | Nuova Zelanda | 00:00:00 | 00:09:24 | 00:15:49 | 00:26:11 |
|      | Pedro Gordilho Apud | Brasile       | 00:00:00 | 00:09:38 | 00:17:43 | 00:28:31 |
|      | Yago Alves          | Brasile       | 00:00:00 | 00:09:29 | 00:17:45 | 00:28:58 |
| 4    | Rikigoro Shinozuka  | Malaysia      | 00:00:00 | 00:10:17 | 00:18:25 | 00:29:44 |
| 5    | Icaro Melo          | Brasile       | 00:00:00 | 00:11:52 | 00:20:57 | 00:34:34 |

### Junior donne
| Pos. | Atleta                      | Paese         | Corsa    | Nuoto    | Corsa    | Totale   |
| ---- | --------------------------- | ------------- | -------- | -------- | -------- | -------- |
|      | Jaimee Leader               | Nuova Zelanda | 00:00:00 | 00:09:48 | 00:19:41 | 00:30:36 |
|      | Vittoria Lopes              | Brasile       | 00:00:00 | 00:09:25 | 00:20:50 | 00:31:32 |
|      | Beatriz Dumet               | Brasile       | 00:00:00 | 00:11:21 | 00:20:49 | 00:33:25 |
| 4    | Hannáh Mota                 | Brasile       | 00:00:00 | 00:11:45 | 00:22:57 | 00:36:17 |
| 5    | Taynara Bonetti Da Silveira | Brasile       | 00:00:00 | 00:12:11 | 00:27:07 | 00:40:44 |

### Under 23 uomini
| Pos. | Atleta             | Paese  | Corsa    | Nuoto    | Corsa    | Totale   |
| ---- | ------------------ | ------ | -------- | -------- | -------- | -------- |
|      | Alessio Fioravanti | Italia | 00:00:00 | 00:08:57 | 00:17:51 | 00:27:54 |

### Under 23 donne
| Pos. | Atleta                | Paese      | Corsa    | Nuoto    | Corsa    | Totale   |
| ---- | --------------------- | ---------- | -------- | -------- | -------- | -------- |
|      | Ivana Kuriackova      | Slovacchia | 00:00:00 | 00:10:00 | 00:18:51 | 00:29:52 |
|      | Oleksandra Stepanenko | Ucraina    | 00:00:00 | 00:09:49 | 00:19:00 | 00:29:58 |